# Космін Паскарі
Космін Паскарі (рум. Cosmin Pascari, нар. 12 травня 1998) — румунський веслувальник, срібний призер Олімпійських ігор 2020 року.

## Виступи на Олімпіадах
| Олімпіада  | Дисципліна | Місце |
| ---------- | ---------- | ----- |
| Токіо 2020 | четвірки   | 2     |

## Зовнішні посилання
- Космін Паскарі на сайті FISA.

1. 1 2  Cosmin Pascari
2. ↑  https://www.cosr.ro/sportiv/cosmin-pascari